# Luhne
Die Luhne ist ein Bach im thüringischen Unstrut-Hainich-Kreis und ein linker Zufluss der Unstrut.

## Verlauf
Die Luhne entspringt auf der Ostabdachung des Oberen Eichsfeldes bei Küllstedt. Nach Büttstedt mündet im Kloster Anrode die aus Richtung Wachstedt kommende Gieße ein und ein weiterer Zulauf kommt aus den Fischteichen des Klosters. Im weiteren Verlauf fließt die Luhne durch Bickenriede und Lengefeld und nimmt hier den Steingraben und Rodegraben auf. Kurz bevor sie bei Ammern in die Unstrut mündet, fließt ihr noch der Schildbach zu.

## Hochwasserschutz
Bei Starkregen und Schneeschmelze schwillt der Wasserstand schnell an und überschwemmt nicht nur die Luhnedörfer, sondern auch Ammern und die Stadt Mühlhausen. Deshalb wurde von 1952 bis 1954 das Hochwasserrückhaltebecken Luhne-Lengefeld angelegt.